# روبية (جنس)

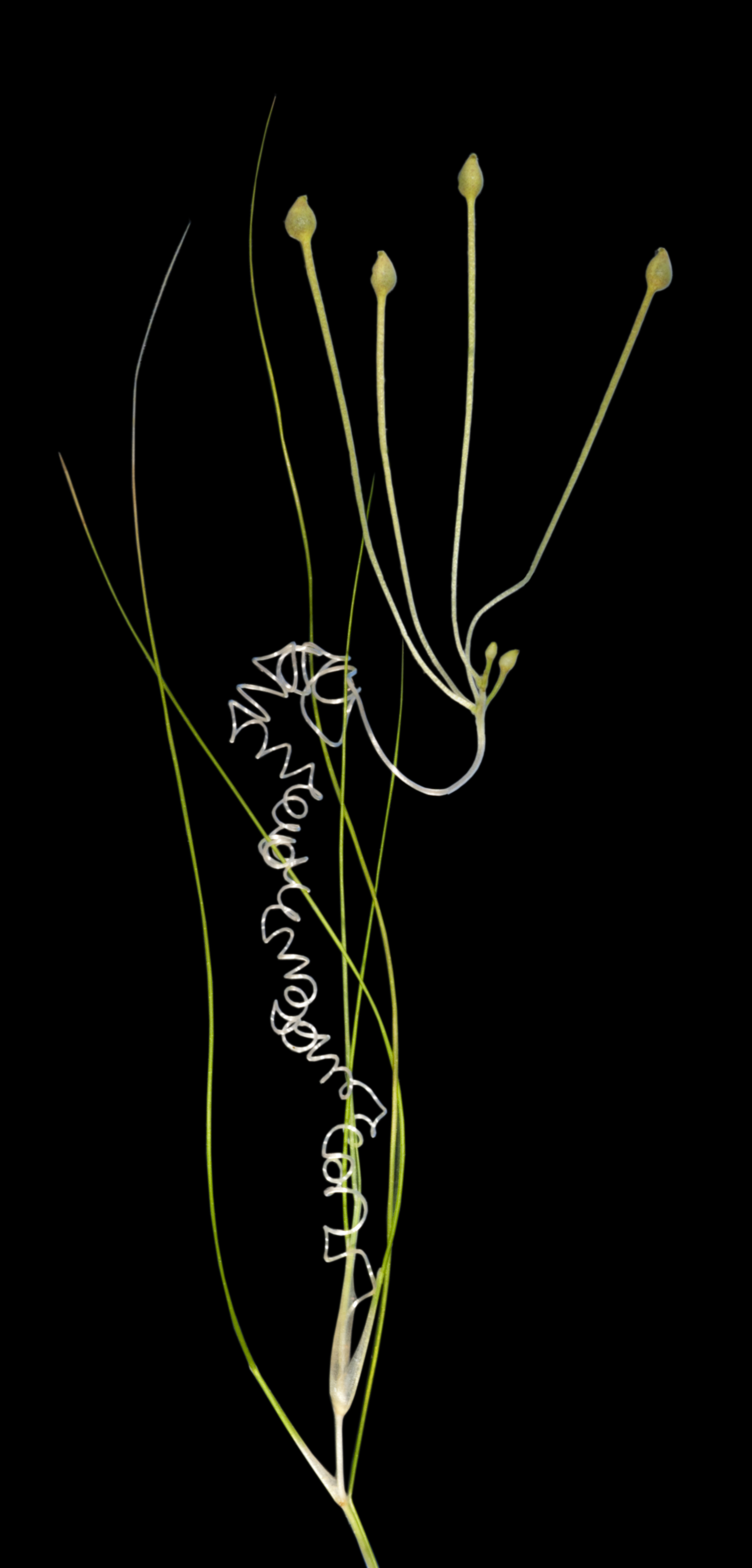
روبية متعددة الثمر Ruppia polycarpa

رُوبِيَّة جنس نباتات مائية يحتوي ثمانية أنواع معروفة. هذه النباتات منتشرة في معظم أنحاء العالم.  يكرم اسم الجنس هَنْريش برنرد روب ، عالم النبات الألماني (1688-1719).  وهي منتشرة خارج المناطق المتجمدة والمناطق الاستوائية. تستعمل في المسامك والأحواض لتكون مرتعًا للأسماك العاشبة.